# Rhynchospora divergens
Rhynchospora divergens är en halvgräsart som beskrevs av Alvin Wentworth Chapman och Moses Ashley Curtis. Rhynchospora divergens ingår i släktet småag, och familjen halvgräs. Inga underarter finns listade i Catalogue of Life.